# Tomohiko Ikeuchi
Tomohiko Ikeuchi (池内 友彦 Ikeuchi Tomohiko?), född 1 november 1977 i Hokkaido prefektur, är en japansk före detta fotbollsspelare.
Ikeuchi började sin karriär 1996 i Kashima Antlers. 1999 blev han utlånad till Consadole Sapporo. Han gick tillbaka till Kashima Antlers 2001. 2005 flyttade han till Consadole Sapporo. Han avslutade karriären 2008. Med Kashima Antlers vann han japanska ligan 1996, 1998, 2001, japanska ligacupen 1997, 2002 och japanska cupen 1997.